# Club de Básquetbol Halcones UV Córdoba
Gli Halcones UV Córdoba sono stati una società cestistica avente sede a Córdoba, in Messico. Fondati nel 2007, hanno giocato nella Liga Nacional de Baloncesto Profesional.
Disputavano le partite interne nel Gimnasio El Mexicano, che ha una capacità di 1.289 spettatori.